# Hakone Ekiden
Hakone Ekiden (箱根駅伝), appelé officiellement course ekiden aller-retour Tokyo-Hakone des universités (東京箱根間往復大学駅伝競走, Tōkyō Hakone kan Ōfuku Daigaku Ekiden Kyōsō), est l’une des courses universitaires ekiden (course à pied en relais) les plus célèbres organisée entre Tokyo et Hakone au Japon le 2 et 3 janvier de chaque année. La course est diffusée sur Nippon Television.
Cette course sur deux jours depuis Ōtemachi jusqu’à Hakone puis l’inverse est séparée en cinq secteurs sur chaque jour. À cause de quelques variations dans le parcours, la distance du premier jour est de 107,5 km alors que la distance du deuxième jour est de 109,6 km. Seulement les hommes sont autorisés à participer.

## Règles
La course est divisée en cinq secteurs entre Tokyo et Hakone à l’aller comme au retour. Chaque coureur court un secteur et alterne avec un autre coureur à une gare. Chaque équipe est composée de dix coureurs courant avec une écharpe aux couleurs de leur équipe transmise au prochain coureur à chaque gare.
Si un coureur ne parvient pas à rejoindre la gare dans les vingt minutes après que le coureur en tête de la course ait terminé son secteur, le prochain coureur doit partir et court alors avec une écharpe de substitution. La différence de temps est ajoutée au temps total de l’équipe.

### Participation

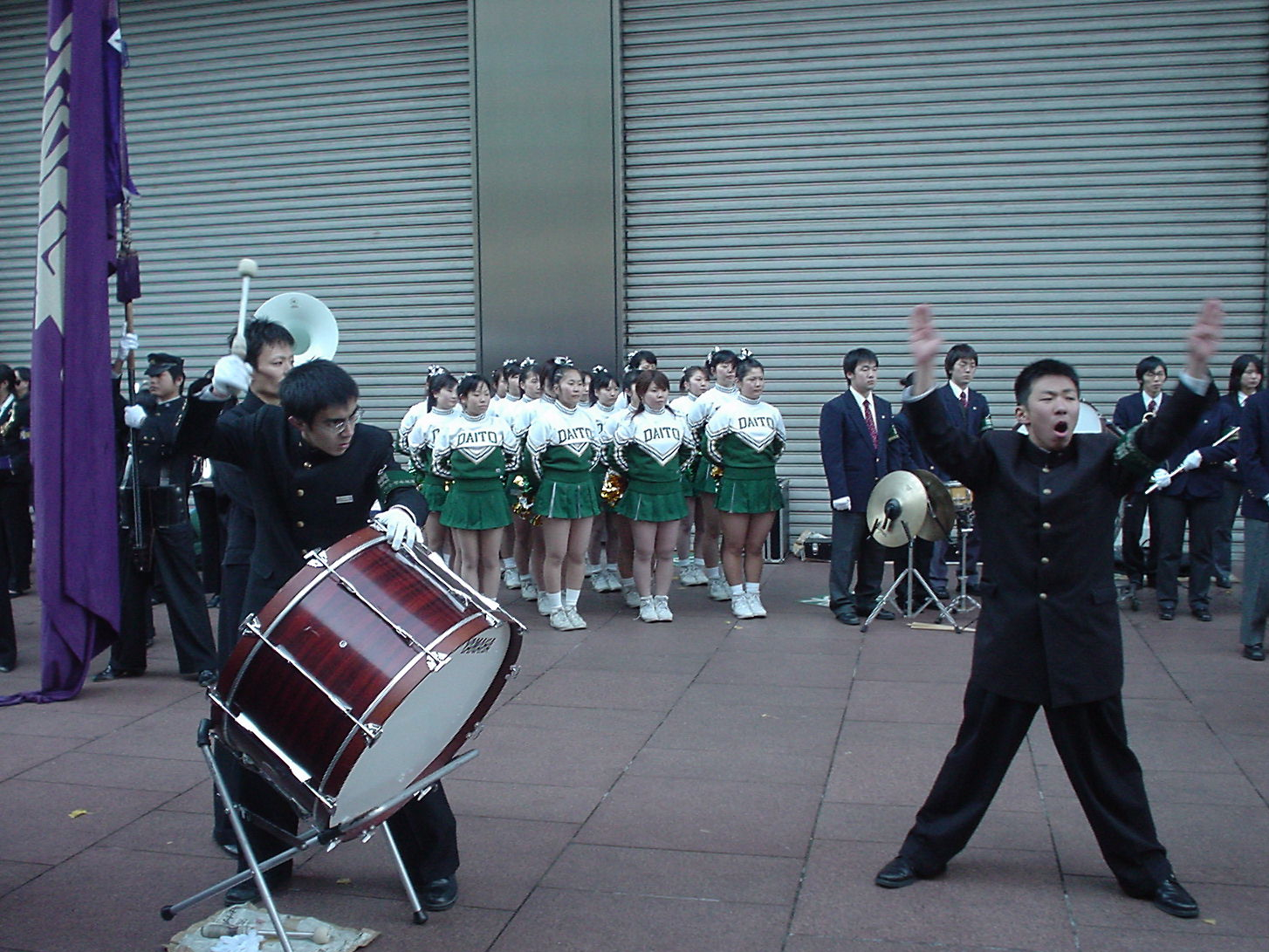
Les autres élèves de l’université de Daito Bunka démontrent que l’esprit d’école est un important aspect de la course.

Jusqu'en 2023, vingt Universités qui appartiennent à la fédération d'athlétisme universitaire du Kantō (関東学生陸上競技連盟, Kantō gakusei rikujō kyōgi renmei), pouvaient participer. Dix équipes parmi les vingt sont sélectionnées automatiquement en finissant dans les dix premières équipes de la course l’année précédente. Neuf équipes additionnelles sont sélectionnées à travers leurs résultats au Hakone Ekiden Yosenkai, une course de 20 km organisée en octobre de l’année précédente. Une équipe finale est créée, l'Équipe Unie des Étudiants des Universités du Kanto  (関東学生連合チーム, Kantō gakusei rengō cheemu), par la sélection des meilleurs coureurs placés dans la course sélective d’octobre mais dont l’équipe universitaire n’a pas été sélectionnée.
Depuis 2024 et la 100e édition, toutes les universités du Japon enregistrés à la Fédération d'athlétisme Japonaise sont autorisées à participer. 23 universités ont donc été autorisés à participer et aucune Équipe Unie n'a été constituée.

### Qualification pour l'édition suivante
Les dix premières équipes sont sélectionnées et peuvent participer à l’Hakone Ekiden de l’année suivante.

### Forfait
Si un coureur est forfait pendant la course à cause d’un incident, son équipe est considérée comme forfaite. Même si les coureurs suivants ont le droit de participer, leurs temps ne sont pas officiellement comptabilisés.

## Courses[5]

### Aller, 2 janvier
Premier secteur (21,4 km) de Ōtemachi, Tokyo à Tsurumi, Yokohama

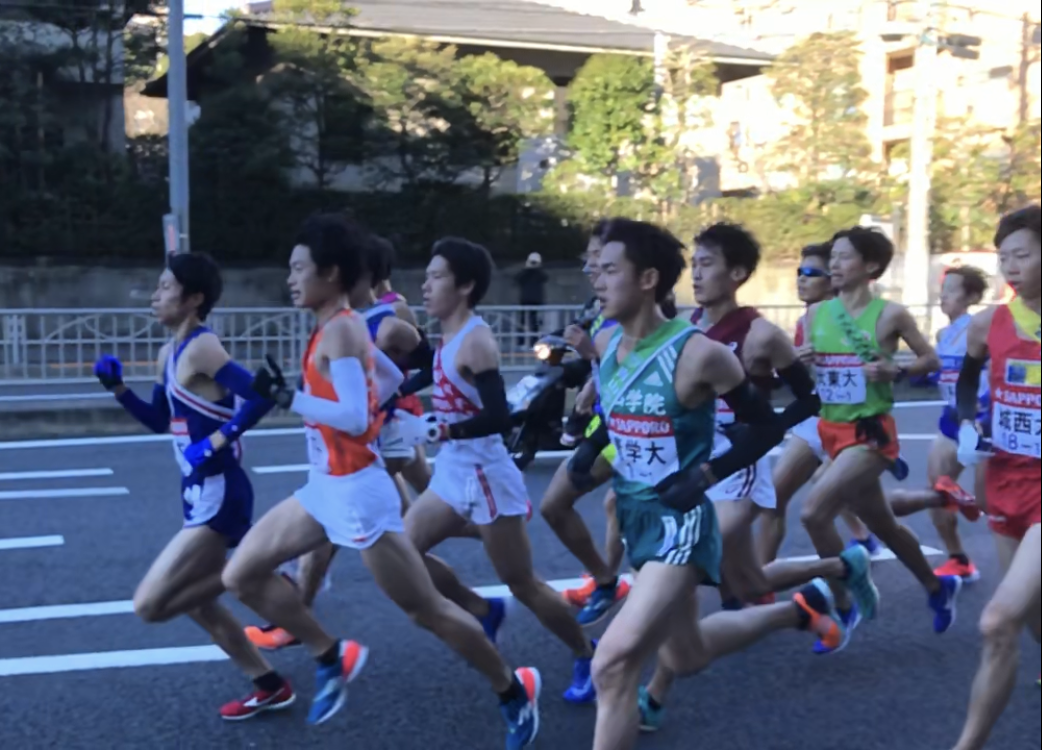
Scène de course 93e Hakone Ekiden Premier secteur

C’est l’un des secteurs les plus importants parce que le classement du premier coureur va affecter la manière dont l’équipe se comportera pendant la course. Les équipes font en sorte de placer l’un des meilleurs coureurs dans cette partie. Le parcours est plat mais il y a quelques côtes à Shin-Yatsuyamabashi (新八ツ山橋) et Rokugōbashi (六郷橋).
Deuxième secteur (23,2 km) de Tsurumi à Totsuka
Généralement, le coureur le plus rapide est placé dans ce secteur. Le parcours est très dur parce qu’il y a deux côtes longues et raides.
Troisième secteur (21,5 km) de Totsuka à Hiratsuka
Dans ce secteur, il y a des vents marins très forts malgré des vues imprenables sur le mont Fuji et baie de Sagami. Beaucoup de spectateurs vont soutenir les coureurs sur cette partie de la course. De tous les secteurs, c’est là où ils sont le plus nombreux. 
Quatrième secteur (18,5 km) de Hiratsuka à Odawara
Ce secteur est le plus court. Il y a beaucoup de côtes donc il est difficile pour les coureurs de garder leur rythme.
Cinquième secteur (23,4 km) de Odawara au lac Ashi, Hakone
Ce secteur est le plus long. Les coureurs doivent monter une côte qui s’élève à plus de 800 mètres. C’est le parcours considéré comme le plus difficile.

### Retour, 3 janvier
Sixième secteur (20,8 km) du lac Ashi, Hakone à Odawara
Au départ, les coureurs grimpent avant de redescendre sur des côtes aux pourcentages très élevés. Ces côtes font très mal aux jambes des coureurs et beaucoup ralentissent près de l’arrivée. Le départ est donné à 8 heure du matin. Pour se protéger du froid, beaucoup de coureurs portent des gants et des maillots manches longues.
Septième secteur (21,3 km) de Odawara à Hiratsuka
La différence de température entre le départ et l’arrivée est la plus importante de tous les secteurs de la course. Le parcours est plat tout le long jusqu’au neuvième kilomètre mais après il y a beaucoup de route vallonnée.
Le record sur ce secteur est le plus ancien de tous.
Huitième secteur (21,5 km) de Hiratsuka à Totsuka
La première partie de ce secteur est plate mais ensuite il y a une côte nommée Yugyōji-no-saka (遊行寺の坂) qui cause beaucoup de difficultés aux coureurs. Certaines équipes qui se trouvent autour de la dixième place commencent à s'inquiéter de savoir si elles seront sélectionnées ou pas.
Neuvième secteur (23,2 km) de Totsuka à Tsurumi
Ce secteur est la plus longue du deuxième jour. Il y a beaucoup de descentes et les coureurs doivent contrôler leur vitesse. 
Dixième secteur (23,1 km) de Tsurumi à Otemachi, Tokyo
C'est le dernier secteur de la course. Le parcours est quasiment plat mais parfois un vent fort souffle entre les immeubles. Il y a beaucoup de supporters donc les coureurs ressentent de la pression de ne pas les décevoir.

## Origine
La première édition de l'Hakone Ekiden eut lieu en 1920. Shizō Kanakuri, qui est connu comme le père du marathon au Japon, en a eu l'idée. Son rêve d'amener un coureur à participer à des compétitions internationales est devenu le moteur de son projet. Quand Kanakuri était étudiant à l'école de Tokyo Koto Shihan, il a participé aux Jeux olympiques d'été de 1912 en tant que représentant du Japon pour le marathon mais il dut abandonner en cours.
Entre-temps, le premier ekiden, Tokaido ekidentohokyoso (東海道駅伝徒歩競走) eut lieu en 1917 entre Sanjō Ōhashi, Kyoto et Ueno Shinobazunoike (上野不忍池) Tokyo, pour célébrer le cinquantenaire de la nouvelle capitale. Cette course était un long relais entre Kyoto et Tokyo (516 km) organisé par le Yomiuri Shimbun sur trois jours. La course a perduré et est devenue la forme initiale de l'Hakone Ekiden. Kanaguri a été influencé par le succès de la course et persuada d'autres universités de courir pour le Hakone Ekiden. Finalement, l'université Waseda, université Keiō, université Meiji et l'université d'éducation de Tōkyō répondirent favorablement à son appel aboutissant à la première édition de l'Hakone Ekiden. Beaucoup de passion était investi dans l'Hakone Ekiden de la part de ses pionniers du mouvement sportif japonais. Cela s'explique par la dynamique amorcé pendant la Première Guerre Mondiale avec l'agrandissement des zones industrielles à l'ouest et la route du Tokaido élargie.

## Niveau de la compétition en 2010
En 2010, lors de la 86e course, parmi les 380 coureurs (190 titulaires et 190 remplaçants) représentant 19 universités, 328 ont un temps sous les 14 min 40 s pour le 5 000 mètres; 150 en dessous de 14 min 20 s et 33 en dessous de 14 min 00 s.　Ce chiffre est très sensiblement comparable à celui des étudiants américains qui recense environ 400 athlètes en 14 min 40 s, 200 en 14 min 20 s et 60 en dessous de 14 min 00 s en 2009. Sur le 10 000 mètres, 190 coureurs ont des records personnels en dessous de 30 min 00 s. Environ 90 étudiants américains ont couru en dessous de 30 minutes en 2009. 

## Records

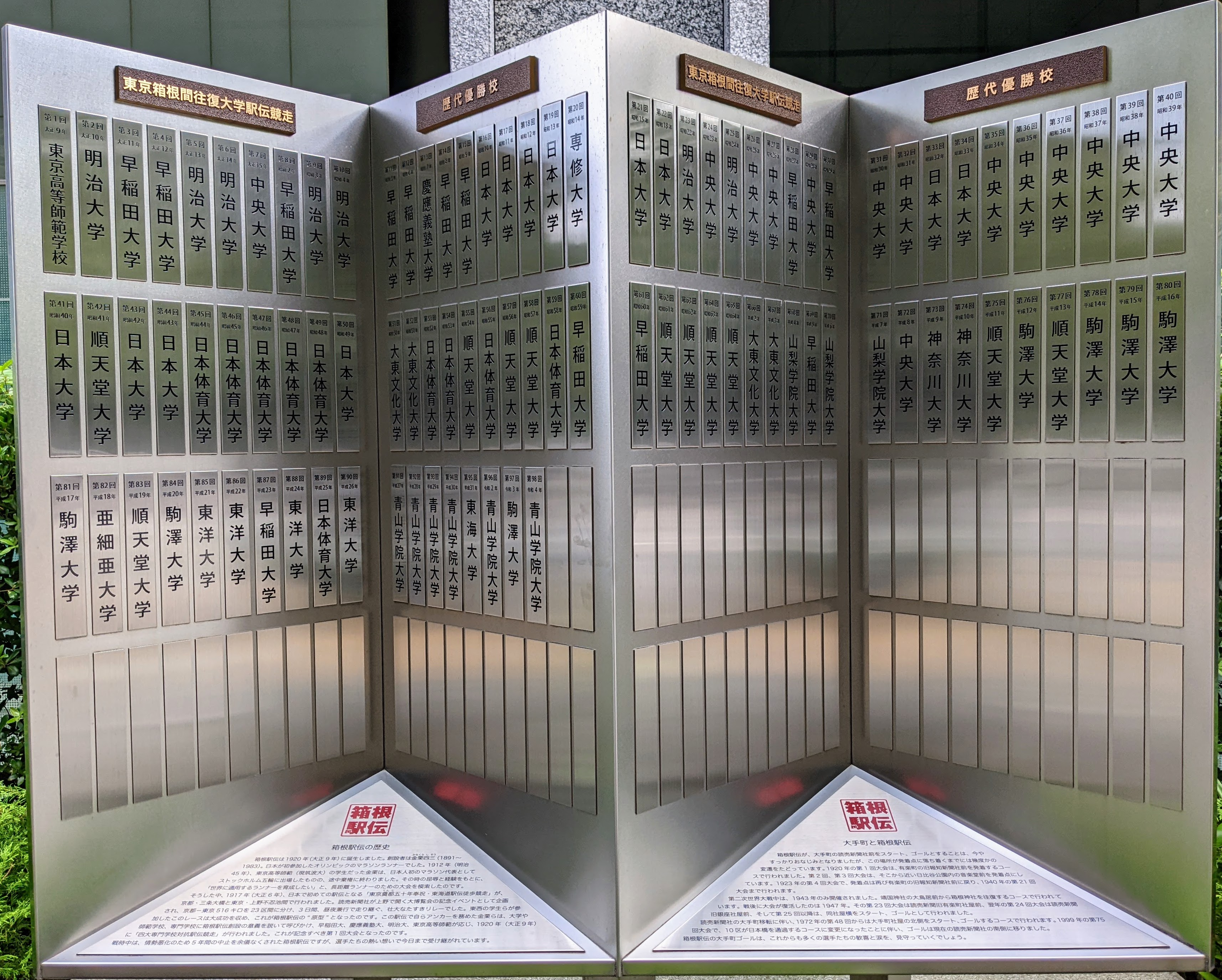
Plaque avec le palmarès de la compétition jusqu'en 2022

| Record          | Année | Edition | Université               | Temps            | Distance |
| --------------- | ----- | ------- | ------------------------ | ---------------- | -------- |
| Aller et retour | 2024  | 100     | Université Aoyama Gakuin | 10 h 41 min 25 s | 217.1km  |
| Aller jour 1    | 2024  | 100     | Université Aoyama Gakuin | 5 h 18 min 13 s  | 107.5 km |
| Retour jour 2   | 2022  | 98      | Université Aoyama Gakuin | 5 h 21 min 36 s  | 109.6 km |

## Palmarès

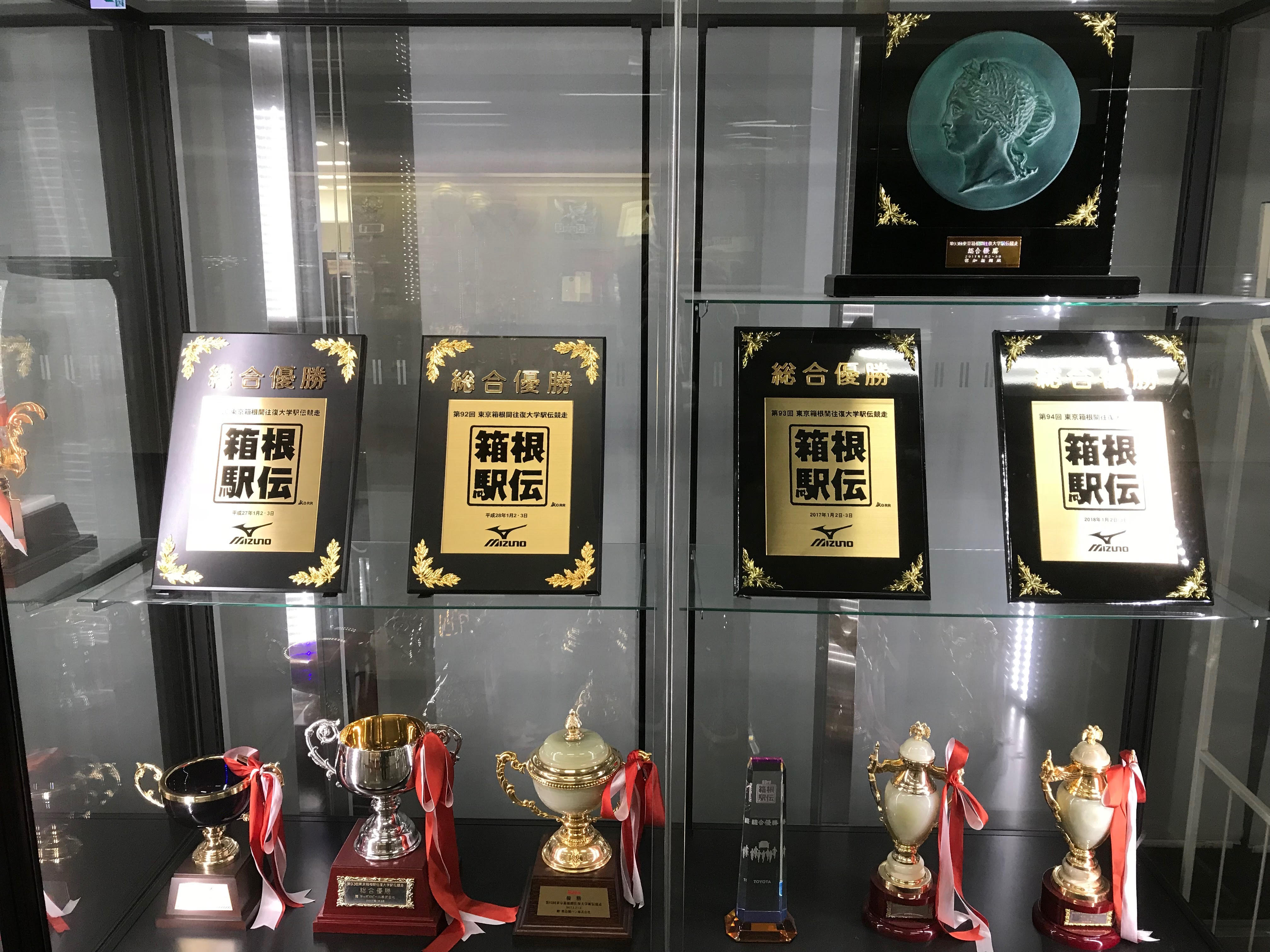
Trophées remportés entre 2015 et 2018 par l'université Aoyama Gakuin.

| Année | Édition | Université                            |
| ----- | ------- | ------------------------------------- |
| 1920  | 1       | Université d'éducation de Tōkyō       |
| 1921  | 2       | Université Meiji                      |
| 1922  | 3       | Université Waseda                     |
| 1923  | 4       | Université Waseda (2)                 |
| 1924  | 5       | Université Meiji (2)                  |
| 1925  | 6       | Université Meiji (3)                  |
| 1926  | 7       | Université Chūō                       |
| 1927  | 8       | Université Waseda (3)                 |
| 1928  | 9       | Université Meiji (4)                  |
| 1929  | 10      | Université Meiji (5)                  |
| 1930  | 11      | Université Waseda (4)                 |
| 1931  | 12      | Université Waseda (5)                 |
| 1932  | 13      | Université Keiō                       |
| 1933  | 14      | Université Waseda (6)                 |
| 1934  | 15      | Université Waseda (7)                 |
| 1935  | 16      | Université Nihon                      |
| 1936  | 17      | Université Nihon (2)                  |
| 1937  | 18      | Université Nihon (3)                  |
| 1938  | 19      | Université Nihon (4)                  |
| 1939  | 20      | Université Senshū                     |
| 1940  | 21      | Université Nihon (5)                  |
| 1943  | 22      | Université Nihon (6)                  |
| 1947  | 23      | Université Meiji (6)                  |
| 1948  | 24      | Université Chūō (2)                   |
| 1949  | 25      | Université Meiji (7)                  |
| 1950  | 26      | Université Chūō (3)                   |
| 1951  | 27      | Université Chūō (4)                   |
| 1952  | 28      | Université Waseda (8)                 |
| 1953  | 29      | Université Chūō (5)                   |
| 1954  | 30      | Université Waseda (9)                 |
| 1955  | 31      | Université Chūō (6)                   |
| 1956  | 32      | Université Chūō (7)                   |
| 1957  | 33      | Université Nihon (7)                  |
| 1958  | 34      | Université Nihon (8)                  |
| 1959  | 35      | Université Chūō (8)                   |
| 1960  | 36      | Université Chūō (9)                   |
| 1961  | 37      | Université Chūō (10)                  |
| 1962  | 38      | Université Chūō (11)                  |
| 1963  | 39      | Université Chūō (12)                  |
| 1964  | 40      | Université Chūō (13)                  |
| 1965  | 41      | Université Nihon (9)                  |
| 1966  | 42      | Université Juntendō                   |
| 1967  | 43      | Université Nihon (10)                 |
| 1968  | 44      | Université Nihon (11)                 |
| 1969  | 45      | Université des sciences du sport      |
| 1970  | 46      | Université des sciences du sport (2)  |
| 1971  | 47      | Université des sciences du sport (3)  |
| 1972  | 48      | Université des sciences du sport (4)  |
| 1973  | 49      | Université des sciences du sport (5)  |
| 1974  | 50      | Université Nihon (12)                 |
| 1975  | 51      | Université Daitō Bunka                |
| 1976  | 52      | Université Daitō Bunka (2)            |
| 1977  | 53      | Université des sciences du sport (6)  |
| 1978  | 54      | Université des sciences du sport (7)  |
| 1979  | 55      | Université Juntendō (2)               |
| 1980  | 56      | Université des sciences du sport (8)  |
| 1981  | 57      | Université Juntendō (3)               |
| 1982  | 58      | Université Juntendō (4)               |
| 1983  | 59      | Université des sciences du sport (9)  |
| 1984  | 60      | Université Waseda (10)                |
| 1985  | 61      | Université Waseda (11)                |
| 1986  | 61      | Université Juntendō (5)               |
| 1987  | 63      | Université Juntendō (6)               |
| 1988  | 64      | Université Juntendō (7)               |
| 1989  | 65      | Université Juntendō (8)               |
| 1990  | 66      | Université Daitō Bunka (3)            |
| 1991  | 67      | Université Daitō Bunka (4)            |
| 1992  | 68      | Université Yamanashi Gakuin           |
| 1993  | 69      | Université Waseda (12)                |
| 1994  | 70      | Université Yamanashi Gakuin (2)       |
| 1995  | 71      | Université Yamanashi Gakuin (3)       |
| 1996  | 72      | Université Chūō (14)                  |
| 1997  | 73      | Université Kanagawa                   |
| 1998  | 74      | Université Kanagawa (2)               |
| 1999  | 75      | Université Juntendō (9)               |
| 2000  | 76      | Université Komazawa                   |
| 2001  | 77      | Université Juntendō (10)              |
| 2002  | 78      | Université Komazawa (2)               |
| 2003  | 79      | Université Komazawa (3)               |
| 2004  | 80      | Université Komazawa (4)               |
| 2005  | 81      | Université Komazawa (5)               |
| 2006  | 82      | Université Ajia                       |
| 2007  | 83      | Université Juntendō (11)              |
| 2008  | 84      | Université Komazawa (6)               |
| 2009  | 85      | Université Tōyō                       |
| 2010  | 86      | Université Tōyō (2)                   |
| 2011  | 87      | Université Waseda (13)                |
| 2012  | 88      | Université Tōyō (3)                   |
| 2013  | 89      | Université des sciences du sport (10) |
| 2014  | 90      | Université Tōyō (4)                   |
| 2015  | 91      | Université Aoyama Gakuin              |
| 2016  | 92      | Université Aoyama Gakuin (2)          |
| 2017  | 93      | Université Aoyama Gakuin (3)          |
| 2018  | 94      | Université Aoyama Gakuin (4)          |
| 2019  | 95      | Université Tōkai                      |
| 2020  | 96      | Université Aoyama Gakuin (5)          |
| 2021  | 97      | Université Komazawa (7)               |
| 2022  | 98      | Université Aoyama Gakuin (6)          |
| 2023  | 99      | Université Komazawa (8)               |
| 2024  | 100     | Université Aoyama Gakuin (7)          |

### Trophée Shizō Kanakuri
Ce prix est remis au coureur le plus valeureux depuis 2004 en mémoire des exploits de Shizō Kanakuri.
| Année | Edition | Nom               | Univ                      |
| ----- | ------- | ----------------- | ------------------------- |
| 2004  | 80      | Yukiharu Kanegae  | IUAU Team (Tsukuba Univ)  |
| 2005  | 81      | Masato Imai       | Juntendo Univ             |
| 2006  | 82      | Masato Imai       | Juntendo Univ             |
| 2007  | 83      | Yuki Sato         | Tokai Univ                |
| 2007  | 83      | Masato Imai       | Juntendo Univ             |
| 2008  | 84      | Jun Shinotou      | Chuo Gakuin Univ          |
| 2009  | 85      | Ryuji Kashiwabara | Toyo Univ                 |
| 2010  | 86      | Ryuji Kashiwabara | Toyo Univ                 |
| 2011  | 87      | Akinobu Murasawa  | Tokai Univ                |
| 2012  | 88      | Ryuji Kashiwabara | Toyo Univ                 |
| 2013  | 89      | Shota Hattori     | Nippon Sport Science Univ |
| 2014  | 90      | Kento Ohtsu       | Toyo Univ                 |
| 2015  | 91      | Daichi Kamino     | Aoyama Gakuin Univ        |
| 2016  | 92      | Kazuma Kubota     | Aoyama Gakuin Univ        |
| 2017  | 93      | Kiyohito Akiyama  | Nippon Sport Science Univ |
| 2018  | 94      | Keisuke Hayashi   | Aoyama Gakuin Univ        |
| 2019  | 95      | Yohei Komatsu     | Tokai Univ                |
| 2020  | 96      | Akira Aizawa      | Toyo Univ                 |
| 2021  | 97      | Vincent Yegon     | Tokyo International Univ  |
| 2022  | 98      | Yuito Nakamura    | Aoyama Gakuin Univ        |
| 2022  | 98      | Yamato Yoshii     | Chuo Univ                 |
| 2023  | 99      | Vincent Yegon     | Tokyo International       |
| 2024  | 100     | Yuito Yamamoto    | Université Jyousai        |

### Records

#### Temps sur chaque secteur
Les records sur chaque secteur sont comme suit :
| Secteur | Temps           | Nom               | Université          | Edition (Année) |
| ------- | --------------- | ----------------- | ------------------- | --------------- |
| 1       | 1 h 00 min 40 s | Yamato Yoshii     | Université Chuo     | 98 (2022)       |
| 2       | 1 h 05 min 49 s | Vincent Yegon     | Tokyo International | 97 (2021)       |
| 3       | 59 min 26 s     | Vincent Yegon     | Tokyo International | 96 (2020)       |
| 4       | 1 h 00 min 00 s | Vincent Yegon     | Tokyo International | 99 (2023)       |
| 5       | 1 h 9 min 14 s  | Yuito Yamamoto    | Université Jyousai  | 100 (2024)      |
| 6       | 57 min 57 s     | Ryoji Tatezawa    | Université Tokai    | 96 (2020)       |
| 7       | 1 h 01 min 40 s | Hiroki Abe        | Université Meiji    | 96 (2020)       |
| 8       | 1 h 03 min 49 s | Yohei Komatsu     | Université Tokai    | 95 (2019)       |
| 9       | 1 h 07 min 15 s | Yuito Nakamura    | Aoyama Gakuin       | 98 (2022)       |
| 10      | 1 h 07 min 50 s | Hironobu Nakakura | Aoyama Gakuin       | 98 (2022)       |

#### Records de dépassement
Les coureurs suivants ont doublé le plus grand nombre de concurrents sur un secteur.
| Place | nombre | Nom              | Univ                      | Edition/secteur |
| ----- | ------ | ---------------- | ------------------------- | --------------- |
| 1     | 20     | Gitau Daniel     | Nihon Univ                | 85/2            |
| 2     | 17     | Akinobu Murasawa | Tokai Univ                | 87/2            |
| 3     | 15     | Takuro Nakagawa  | Juntendo Univ             | 79/2            |
| 3     | 15     | Gitau Daniel     | Nihon Univ                | 84/2            |
| 5     | 13     | Hideaki Date     | Tokai Univ                | 84/2            |
| 5     | 13     | Yuki Sato        | Tokai Univ                | 85/3            |
| 7     | 12     | Makoto Hattori   | Tokyo Nogyo Univ          | 50/2            |
| 7     | 12     | Yoshinori Oda    | Kanto Gakuin Univ         | 79/2            |
| 7     | 12     | Ombeche Mokanba  | Yamanashi Gakuin Univ     | 81/2            |
| 7     | 12     | Mekubo Mogusu    | Yamanashi Gakuin Univ     | 82/2            |
| 11    | 11     | Masato Imai      | Juntendo Univ             | 81/5            |
| 11    | 11     | Kōsaku Hoshina   | Nippon Sport Science Univ | 82/2            |
| 11    | 11     | Gitau Daniel     | Nihon Univ                | 86/2            |

## Culture
- Le roman Run with the Wind par Shion Miura raconte l'histoire d'une équipe voulant participer au Hakone Ekiden. L’œuvre a été adapté en manga, en un film live-action et en une série d'animation.

## Voir Aussi
- Izumo Ekiden
- All Japan University Ekiden